# Serieåret 2022

## Händelser
- April – Alice Osemans webbserie Heartstopper (som även blivit serieromaner) blir till Netflix-serie.[1]
- April – Serien Nemi av Lise Myhre tas bort från flera svenska tidningar efter att ha tagit upp temat vargjakt.[2]
- Augusti – Branschpress och Dagens Nyheter rapporterar om en ny mangaboom.[3][4][5]
- September – Cobolt släpper tre internationella serier i mangastil: franska Radiant, koreanska Solo Leveling och en nyutgåva av svenska Sayonara September. [6][7][8]

## Pristagare
- Grand Prix de la ville d’Angoulême: Julie Doucet, Kanada[9]

## Utgivning
- Ihågkom oss till liv av Joanna Rubin Dranger
- På glid av Moa Romanova
- Hata samtiden av Nanna Johansson
- Min kattresa av Åsa Schagerström
- Den uppgrävda jorden av Lisa Wool-Rim Sjöblom
- Liv Strömquists astrologi av Liv Strömquist

## Avlidna
- 3 april – Maibrit Westrin, 97, svensk översättare av Kalle Anka[10]